# Centro de Segurança Militar e de Informações do Exército
O Centro de Segurança Militar e de Informações do Exército (CSMIE) é o órgão responsável pelas atividades de criptologia, informações, contra-informação e segurança militar do Exército Português.
O CSMIE encontra-se atualmente instalado no Aquartelamento da Amadora, estando na dependência direta do Comando das Forças Terrestres.
Tem como encargo, para a componente operacional do sistema de forças do Exército, o aprontamento do Destacamento de Informações e Segurança Militar (Dest ISM), do Módulo de Operações Psicológicas (Mod OpPsic) e do Comando do Batalhão ISTAR (Informações, Vigilância, Aquisição de Objetivos e Reconhecimento) das Forças de Apoio Geral.

## História
O Centro de Informações e Segurança Militar foi criado em 1965, na Trafaria, sob a forma de Batalhão de Reconhecimento das Transmissões, a partir do Centro de Instrução Especial do Serviço de Reconhecimento das Transmissões.
- 1952 - criação da Chefia de Cifra do Exército (CheCiE);
- 1959 - transformação da CheCiE em Chefia do Serviço de Reconhecimento das Transmissões (CheReT) e criação do respetivo Serviço de Reconhecimento das Transmissões (SRT);
- 1961-1975 - participação da CheReT na Guerra do Ultramar, realizando a intercepção das comunicações táticas do inimigo, a monitorização das comunicações amigas (controlando o cumprimentos dos procedimentos de segurança) e escutando as emissões de radiodifusão das estações apoiantes do inimigo. Estas ações são realizadas fundamentalmente por destacamentos de ligação e reconhecimento das transmissões e outras equipas da CheReT operando junto dos quartéis-generais e comandos locais. A intercepção estratégica de emissões de radiodifusão de longo alcance é realizada a partir do Centro de Intercepção de Murfacém, Trafaria.
- 1965 - criação do Batalhão de Reconhecimento das Transmissões (BRT), instalado no antigo quartel do grupo de artilharia de costa da Trafaria;
- 1982 - transformação do BRT em Batalhão de Informações e Reconhecimento das Transmissões (BIRT);
- 1992 - no âmbito do alargamento do serviço militar às mulheres, o BIRT serve de unidade experimental admitindo as primeiras recrutas e constituindo o primeiro pelotão feminino do Exército Português;
- 1993 - transformação do BIRT em Batalhão de Informações e Segurança Militar (BISM), absorvendo as funções da CheReT, que é extinta;
- 2007 - transformação do BISM em Centro de Informações e Segurança Militar (CISM), sendo transferido do Quartel da Trafaria para o Quartel do Conde de Lippe na calçada da Ajuda em Lisboa;
- 2009 - transformação do CISM em Centro de Segurança Militar e de Informações do Exército.
- 2015 - transferência do CSMIE do Quartel do Conde de Lippe para o Aquartelamento da Amadora.

## Ligações Externas
- «CSMIE - Centro de Segurança Militar e de Informações do Exército»